# Rocky Mountain Trench
Rocky Mountain Trench är en dal i Kanada.   Den ligger i provinsen British Columbia, i den centrala delen av landet, 3 400 km väster om huvudstaden Ottawa.
I omgivningarna runt Rocky Mountain Trench växer i huvudsak barrskog. Trakten runt Rocky Mountain Trench är nära nog obefolkad, med mindre än två invånare per kvadratkilometer.